# Regiunea Pernik
Pernik este o regiune (oblast) în vestul Bulgariei. Se învecinează cu regiunile Sofia, Kiustendil și cu orașul Sofia. Este situată pe granița Bulgariei cu Serbia. Capitala sa este orașul omonim. 